# 體感預報
《體感預報》（日语： / 英語：My Personal Weatherman ）是日本一部耽美題材漫畫，作者為鯛野ニッケ。
漫畫於2020年11月21日在NTTソルマーレ旗下Comic CMoa（コミックシーモア）的Ficus開始連載，累積超過1000萬的下載量，並榮獲Chil Chil「BL AWARD2023」漫畫部門第一名、「電子漫畫大獎2023」BL部門獎等多個獎項。2022年11月10日由Libre發行漫畫單行本。
2023年改編為真人電視劇，於8月11日起播出，同年10月13日播映完畢。
2023年12月22日發行廣播劇CD。

## 劇情
「因為明天是晴天，所以這個男人會擁抱我吧。」擁有帥氣外表的氣象播報員瀨崎瑞貴，私底下卻是個獨裁的暴君。唯一知道他真面目的是同居的色情漫畫家棚田葉。事業才剛起步且漫畫銷量不佳的葉，只能在瀨崎的庇護下生活，除了做飯、打掃等家務之外，他得要對瀨崎言聽計從。

## 角色
瀨崎瑞貴（瀬ヶ崎 瑞貴 / せがさき みずき）
外表帥氣的氣象播報員，在電視上給人謙恭有禮的清新形象，在家卻是個獨裁的暴君。

棚田葉（棚田 葉 / たなだ よう）
銷量不佳的色情漫畫家。抱著聽瀨崎的話換取食宿的想法，和瀨崎開啟了同居生活。

萬小姐（万さん）/ 松平可奈美（まつだいら かなみ）
已婚的同人誌畫家，是棚田葉的御宅族好友，也是瀨崎瑞貴的粉絲。

## 電視劇
《體感預報》改編自同名熱門BL漫畫，由MBS翻拍成電視劇，是該電視台戲劇節目「Drama Shower」系列的第二部作品。由曾執導過熱門BL劇集《經典杯子蛋糕》的導演加藤綾佳及船曳真珠、安村栄美兩位導演執導，樋口幸平與增子敦貴雙主演。電視劇於2023年8月10日深夜25:29（即8月11日凌晨1:29）首播，台灣於11日上午10點跟播。這部作品在日本電視播映時受到觀眾熱烈支持，在台灣的GagaOOLala平台上也創下最高的觀看次數。LiTV 線上影視全劇上架。

### 演員列表
- 瀨崎瑞貴：樋口幸平

氣象播報員。
- 棚田葉：增子敦貴（GENIC）

不暢銷的色情漫畫家。
- 萬小姐 / 松平可奈美：松村沙友理

同人誌畫家
- 松平篤彌：水石亞飛夢

職業漫畫家、萬小姐的丈夫。

#### 客串[7]
- 高津玲子：星野奈緒
- 日吉愛花：パピコ
- 氣象節目工作人員：黃地裕樹、野島匡矢
- 服飾店店員：水野彩
- 瀨崎的大學同學：西本茉生（GENIC）、色葉夢、瀧井楓馬、只野KAIRI
- 氣象解說員：山口大輝

### 播放日期
| 集數   | 播放日   | 劇本     | 導演     |
| ------ | -------- | -------- | -------- |
| 第1話  | 08月11日 | 高橋名月 | 加藤綾佳 |
| 第2話  | 08月18日 | 高橋名月 | 加藤綾佳 |
| 第3話  | 09月01日 | 高橋名月 | 船曳真珠 |
| 第4話  | 09月08日 | 船曳真珠 | 安村栄美 |
| 第5話  | 09月15日 | 船曳真珠 | 安村栄美 |
| 第6話  | 09月29日 | 船曳真珠 | 船曳真珠 |
| 第7話  | 10月06日 | 船曳真珠 | 船曳真珠 |
| 最終話 | 10月13日 | 高橋名月 | 加藤綾佳 |

### 主題曲
- 片頭曲

| 曲序 | 曲目      | 演唱        | 时长 |
| ---- | --------- | ----------- | ---- |
| 1.   | Traümerei | GANG PARADE | 3:40 |

- 片尾曲

| 曲序 | 曲目                        | 演唱          | 时长 |
| ---- | --------------------------- | ------------- | ---- |
| 1.   | ノスタルジア（rhythm zone） | Absolute area | 4:08 |

### 拍攝地點
- 東京設計中心（Tokyo Design Center，東京都品川區）：棚田葉經常和萬小姐開會作畫的地方。
- 山下公園和周邊步道（神奈川縣橫濱市中區山下町）：橫濱約會時瀨崎瑞貴和棚田葉在港口邊散步及坐在板凳上休息的地點。
- 桃香園（橫濱中華街）：橫濱約會時買肉包和台灣雞排的店家。
- 萬國橋：橫濱約會時兩人走在路上看到纜車的地點。
- 橫濱空中纜車YOKOHAMA AIR CABIN（神奈川縣橫濱市中區櫻木町）：橫濱約會時兩人搭乘的纜車，車程5分鐘，是情侶必走行程。
- The Weft（東京青山，東京都港區南青山）：約會途中逛街買衣服的店家。
- 觀音坂（東京都新宿區）：第六集從萬小姐家離開後走過的超斜上坡。
- コモンハウス雪谷（東京都大田区南雪谷）：兩人居住的公寓。
- 氣象大學校（千葉縣柏市）：瀨崎播報氣象的電視台，以及兩個人念的大學。

### 演員紀事
- 《超級戰隊系列》特攝劇出身：樋口幸平與增子敦貴在參與《體感預報》前都曾出演過日本東映公司的特攝電視劇《超級戰隊系列》。增子敦貴是2021年第45部特攝作品《機界戰隊全開者》的主演。樋口幸平則主演2022年第46部《暴太郎戰隊Don Brothers》。兩人後於2023年的特攝電影《暴太郎戰隊Don BrothersVS全開者》中共同演出。
- 瀨田葉CP：2023年7月21日公布戲劇角色的CP名，由漫畫原作者鯛野ニッケ取名為瀨田葉（せがだよ）[8]
- 雙人直播：2023年8月10日起，樋口幸平與增子敦貴配合戲劇播出，連續10周於IG開設直播與劇迷互動。在直播中兩人展現絕佳的默契，直播共計11場，最後一次直播有超過1.6萬人次觀看。[9][c]
- 粉絲見面會：該劇播出後，受到觀眾熱烈支持，在日本舉行兩次感謝祭，且在中國也受到極大關注，登上多家時尚雜誌封面，同年底在上海舉辦粉絲見面會。

| 日期           | 地點                                        | 活動名稱                                                    | 場次 |
| -------------- | ------------------------------------------- | ----------------------------------------------------------- | ---- |
| 2023年9月14日  | 東京池袋HUMAXシネマズ                       | Drama Shower「體感預報」粉絲感謝祭                          | 兩場 |
| 2023年12月7日  | 東京ユナイテッド・シネマ アクアシティお台場 | Drama Shower「體感預報」聖誕粉絲感謝祭                      | 三場 |
| 2023年12月10日 | 中國上海文化中心 Dream Hall                 | ～我和TA的咖啡廳～「樋口幸平＆増子敦貴粉絲見面會2023@上海」 | 兩場 |
| 2024年4月11日  | 澳門旅遊塔會展娛樂中心4樓大禮堂             | 體感預報首場澳門見面會                                      | 一場 |

## 廣播劇CD
改編廣播劇，2023年12月22日由NTTソルマーレ旗下的ソルマーレ編集部製作發行。

### 配音列表
瀬崎瑞貴小野友樹 飾演
棚田葉山中真尋 飾演

## 外部連結
- 官方网站－日本MBS（页面存档备份，存于）
- 體感預報官方花絮
- 日本偶像劇場

## 出處
1. ↑  .   [2024-01-04]. （原始内容存档于2024-02-26）.
2. ↑  .   [2024-01-05]. （原始内容存档于2024-02-05）.
3. ↑  .   [2024-01-03]. （原始内容存档于2023-10-07）.
4. ↑  .   [2024-01-05]. （原始内容存档于2024-01-05）.
5. ↑  .   [2024-01-05]. （原始内容存档于2023-10-18）.
6. ↑  .   [2024-01-06]. （原始内容存档于2024-01-06）.
7. ↑  .   [2024-01-04]. （原始内容存档于2024-01-04）.
8. ↑  .   [2024-01-05]. （原始内容存档于2023-10-18）.
9. ↑  .   [2024-01-05]. （原始内容存档于2024-02-05）.
10. ↑  .   [2024-01-05]. （原始内容存档于2024-01-05）.
11. ↑  .   [2024-01-05]. （原始内容存档于2024-01-01）.
12. ↑  .   [2024-01-05]. （原始内容存档于2024-01-05）.

## 補充說明
1. ↑  神奈川電視台首播時間為2023年8月10日深夜25點，早於MBS電視台，但因為MBS為製播公司，因此這裡還是寫MBS首播。
2. ↑  播放平台包含Friday影音、GagaOOLala、KKTV、Line TV、HamiVideo、myVideo以及中華電信MOD等。
3. ↑  一般來說，此類戲劇通常僅有在第一集和最後一集會由主演開直播與粉絲互動，少有演員會每週直播。